# Martin Grabmann
Martin Grabmann, född 5 januari 1875 i Winterzhofen, Berching, död 9 januari 1949 i Eichstätt, var en tysk romersk-katolsk teolog, filosof och filosofihistoriker och dogmatiker. 
Han var en av de mest betydelsefulla nythomisterna och tolkarna av Thomas av Aquinos filosofi.
Grabmann var professor vid Münchens universitet. Bland hans verk märks Die Geschichte der scholastischen Methode (1911) och Mittelalterliches Geistesleben (1926).